# Métamorphoses (X-Files)
Pour les articles homonymes, voir Métamorphose.
Métamorphoses (Shapes) est le 19e épisode de la saison 1 de la série télévisée X-Files. Dans cet épisode, Mulder et Scully enquêtent sur un possible cas de lycanthropie dans les environs d'une réserve indienne.
L'épisode a obtenu des critiques mitigées.

## Résumé
À Browning, dans le Montana, le propriétaire de ranch Jim Parker voit une bête monstrueuse s'en prendre à son fils Lyle. Il l'abat d'un coup de fusil mais découvre alors que c'est Joseph Goodensnake, un jeune amérindien, qu'il a tué. Mulder et Scully viennent enquêter sur ce meurtre qui semble motivé par une querelle concernant la propriété d'une étendue de terres. Scully pense qu'à une si courte distance, il serait impossible de se méprendre sur la nature de sa cible mais Mulder trouve sur les lieux des traces humaines devenant un peu plus loin animales, alors que la blessure de Lyle est d'origine animale.
L'enquête de Mulder et Scully est compliquée par la méfiance avec laquelle ils sont accueillis dans la réserve indienne proche. Le shérif Charles Tskany leur permet toutefois d'observer le corps de Goodensnake, qui porte des cicatrices semblables à celles de Lyle et possède des canines anormalement développées. D'autres incidents similaires s'étant déroulés par le passé dans la région, Mulder suspecte un cas de lycanthropie. Peu après la crémation du corps de Goodensnake lors d'une cérémonie traditionnelle, Jim Parker est attaqué et tué par une créature. Scully trouve Lyle Parker nu et inconscient non loin de la scène du crime et le conduit à l'hôpital.
Pendant ce temps, Mulder et Tskany rendent visite à Ish, un vieil homme qui leur parle d'histoires d'amérindiens capables de se métamorphoser et affirme même avoir vu un « changeur de peau » dans sa jeunesse. Ce pouvoir étant héréditaire, Mulder pense que Gwen Goodensnake, la sœur de Joseph, peut en avoir hérité. Alors que Scully ramène Lyle chez lui, Mulder apprend toutefois que des traces du groupe sanguin de Jim Parker ont été retrouvés dans l'organisme de Lyle. Mulder et Tskany se précipitent au ranch des Parker où Lyle, enfermé dans la salle de bains, a opéré sa transformation. Mulder, Scully et Tskany traquent la bête, qui est abattue par Tskany et prend alors l’apparence de Lyle. Avant leur départ, Mulder et Scully apprennent que Gwen a quitté la réserve.

## Distribution
- David Duchovny : Fox Mulder
- Gillian Anderson : Dana Scully
- Ty Miller : Lyle Parker
- Michael Horse : le shérif Charles Tskany
- Donnelly Rhodes : Jim Parker
- Jimmy Herman : Ish
- Renae Morriseau : Gwen Goodensnake

## Production
Les dirigeants de la Fox ayant suggéré que la série présente un type de monstre « plus conventionnel », James Wong et Glen Morgan font des recherches dans le folklore amérindien afin de créer la base du concept de l'épisode. Marilyn Osborn développe ensuite le scénario, qui sera le seul écrit par elle pour la série, sur cette base. Cet épisode est le premier à aborder les thèmes de la culture et du folklore amérindiens, thèmes auxquels la série reviendra plus tard plus en détail avec notamment des références faites à plusieurs reprises à la culture navajo.
Une majeure partie de l'épisode est filmée à Maple Ridge et à Pitt Meadows. Les scènes dans la réserve indienne sont tournées sur un site nommé Bordertown, ville construite spécifiquement pour servir de décor à des westerns. D'importantes précipitations survenues pendant le tournage endommagent le matériel et enlisent les véhicules. La scène du bûcher funéraire est éclairée principalement à la lueur naturelle du feu allumé pour l'occasion. Le réalisateur David Nutter engage des acteurs non professionnels pour les rôles des participants à cette cérémonie, les choisissant après une visite à un rassemblement d'Amérindiens à Vancouver afin de rendre la scène plus authentique.

## Accueil

### Audiences
Lors de sa première diffusion aux États-Unis, l'épisode réalise un score de 7,6 sur l'échelle de Nielsen, avec 14 % de parts de marché, et est regardé par 11,50 millions de téléspectateurs.

### Accueil critique
L'épisode obtient des critiques mitigées. Parmi les critiques favorables, le site Le Monde des Avengers lui donne la note de 3/4.
Du côté des critiques mitigées, Zack Handlen, du site The A.V. Club, évoque un épisode passable qui bénéficie d'une interprétation générale de bonne qualité mais demeure « très prévisible ». John Keegan, du site Critical Myth, lui donne la note de 6/10. Sarah Stegall, du site Munchkyn Zone, lui donne la note de 3/5.
Parmi les critiques négatives, le magazine Entertainment Weekly lui donne la note de D+. Dans leur livre sur la série, Robert Shearman et Lars Pearson lui donnent la note de 1/5.